# Personnalités liées à Belle-Île-en-Mer
Un grand nombre de personnalités sont venues visiter ou vivre sur l’île : la famille de Gondi, dont le célèbre cardinal de Retz qui fuyait la vindicte de Mazarin, le poète Marc-Antoine de Saint-Amant qui y compose ses Solitudes en 1617, et même le Major Crawford, gouverneur anglais qui occupait l’île, et qui, une fois signé le traité qui obligeait les Anglais à en partir, obtint de Louis XV qu’on lui donnât la maison qu’il habitait pour pouvoir continuer à passer les vacances, ce qu’il fit les années suivantes.
En mai 1847, au cours de leur voyage en Bretagne, Maxime Du Camp et Gustave Flaubert, après être passés par Carnac et Quiberon, vinrent visiter Belle-Île dont ils arpentèrent les rivages, les champs et les landes. Le récit de ce séjour est inclus dans l’ouvrage intitulé Par les champs et par les grèves de Gustave Flaubert.

## Artistes, écrivains, comédiens
Depuis la fin du XIXe siècle, nombreux sont les artistes qui, attirés par la beauté du site, viennent chercher à Belle-Île-en-Mer l’inspiration ou le repos.
- Gustave Flaubert y est venu et a écrit un livre intitulé Belle Île en souvenir de son séjour.
- Sarah Bernhardt y possédait un ancien fort à la pointe des Poulains qu’elle avait aménagé, et fait construire deux autres villas.

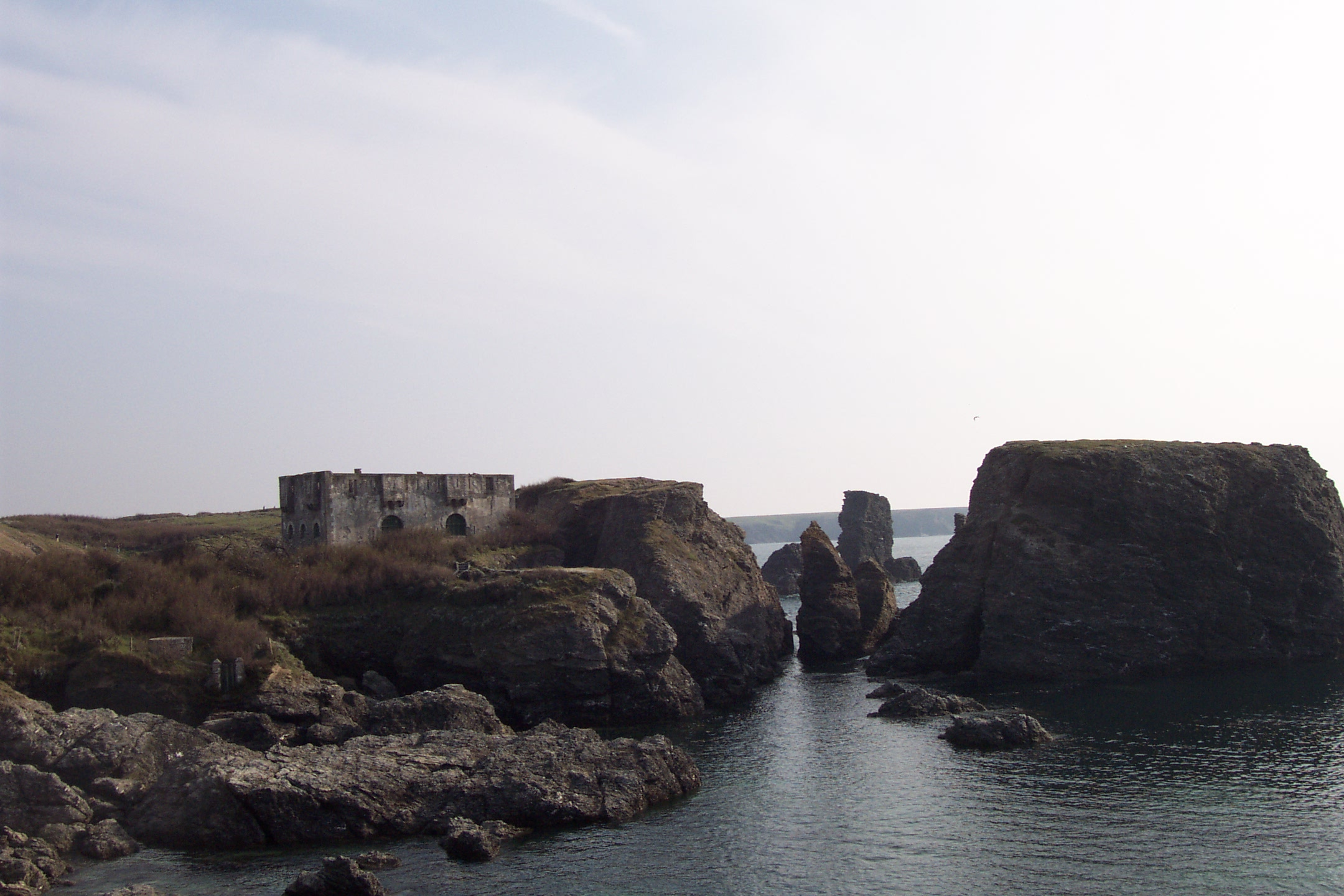
Le fortin de Sarah Bernhardt.
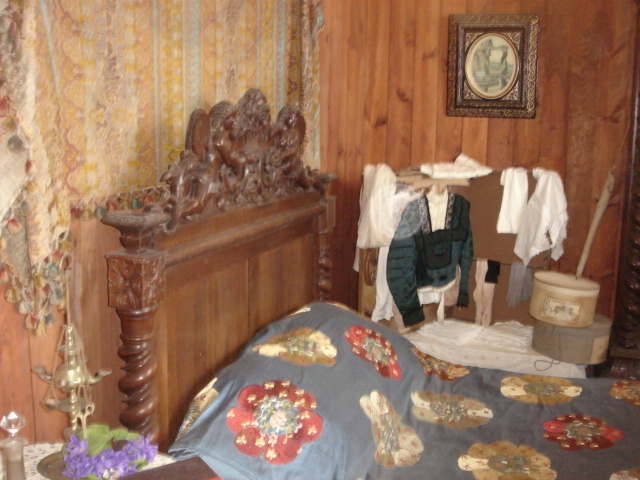
Chambre de Sarah Bernhardt, dans son fort.

- John Peter Russell qui vécut à Goulphar.

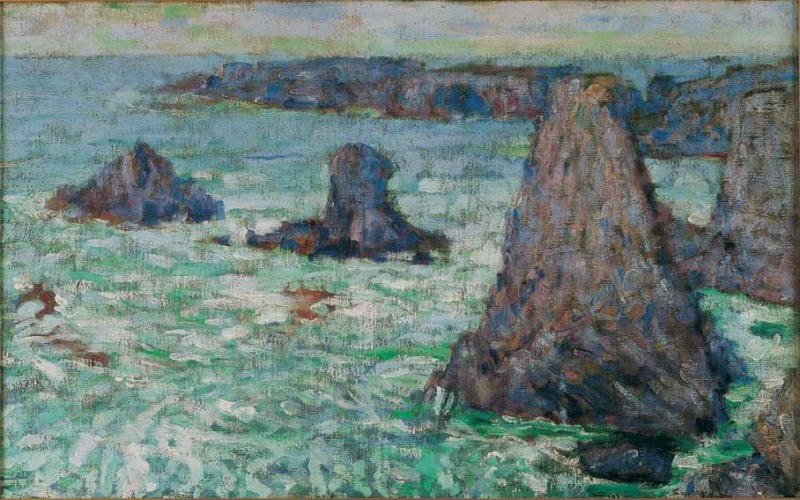
Les Aiguilles, John Peter Russell, 1890.

- Claude Monet qui a immortalisé les rochers nommés Aiguilles de Port-Coton et autres particularités de l’île dans ses tableaux. Le peintre Claude Monet a séjourné pendant 74 jours du 12 septembre au 25 novembre 1886. Il a résidé à Kervilahouen, dans la commune de Bangor. Il a peint les paysages de Port Goulphar et des aiguilles de Port Coton. Il a peint 39 toiles à Belle-Île, en majorité des paysages de la côte sauvage. Six de ses toiles sont situées en France dans les musées de Morlaix, Reims et Paris (musée d'Orsay, musée Marmottan et musée Rodin). Les autres se trouvent dans des collections privées ou publiques. Dans une lettre adressée à Gustave Caillebotte, Monet a écrit : « Je suis dans un pays superbe de sauvagerie, un amoncellement de rochers terribles et une mer invraisemblable de couleurs. Je suis très emballé quoique ayant bien du mal, car j'étais habitué à peindre la Manche et j'avais forcément ma routine, mais l'Océan, c'est tout autre  chose. »

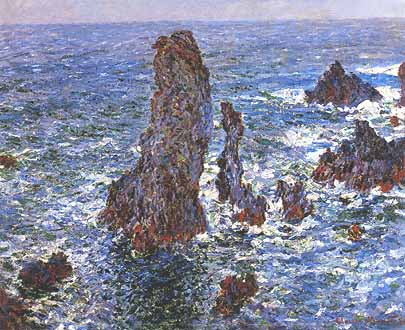
Les Pyramides de Port-Coton, mer sauvage, Claude Monet, 1886, musée Pouchkine.
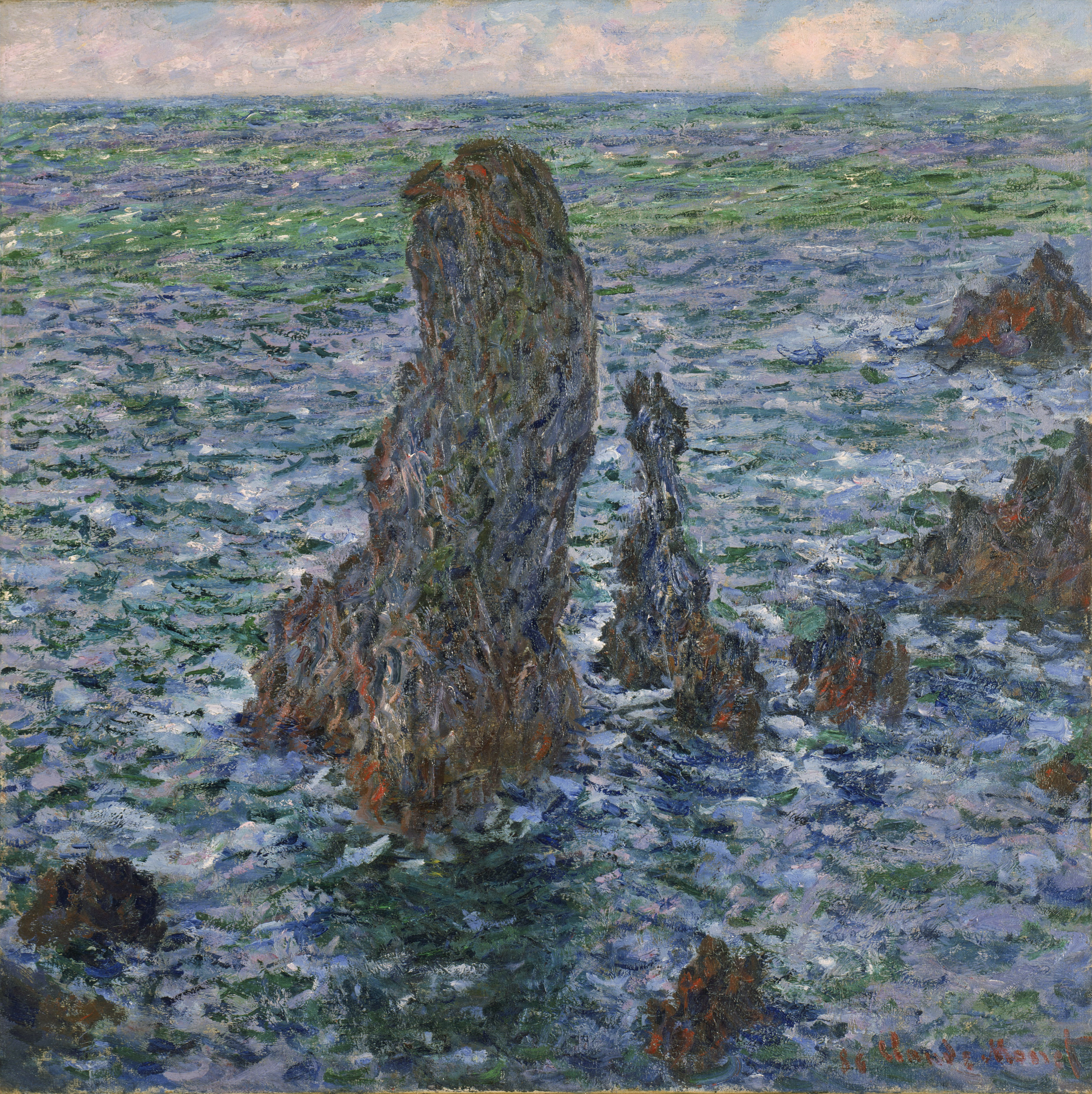
Les Pyramides, Claude Monet , 1886, coll. du Dr Rau, Cologne.
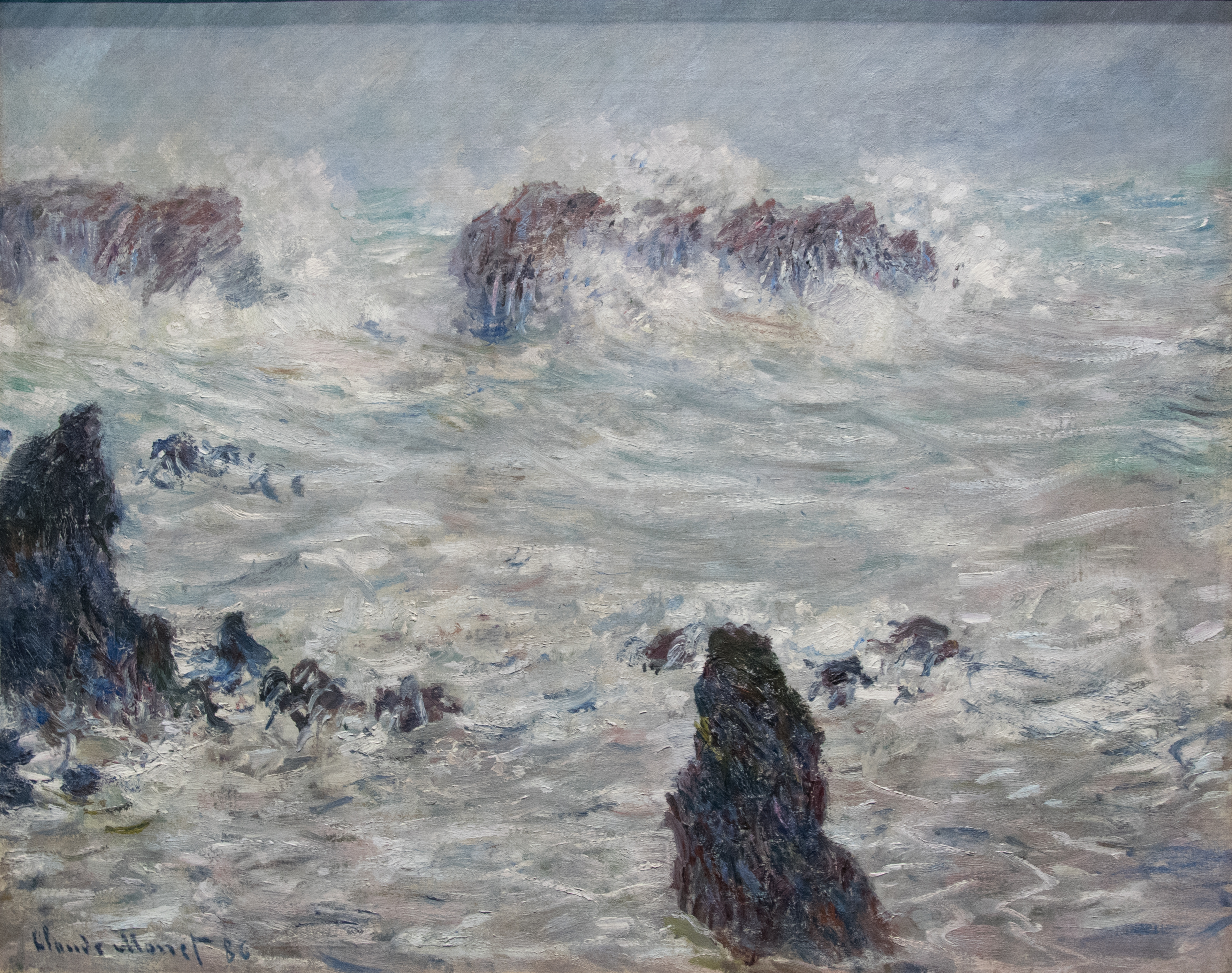
Tempête, côte de Belle-Île, Claude Monet , 1886, musée d'Orsay.

- Henri Matisse, Émile Auguste Wéry et Henri Huklenbrok y ont séjourné en 1896[2].
- Henri Gauthier-Villars, dit Willy, qui y amène la romancière Colette, avant de l'épouser en 1893.
- Arletty possédait une maison dans le village de Donnant.
- Jacques Prévert est venu à Sauzon.
- André Gide est venu à Sauzon.
- Marc Dantzer (acteur français) y est né en 1903.
- Michel Trinquier (1931 - ), peintre.
- Le peintre Lucien Coutaud a séjourné à Belle-Île-en-Mer en 1948 et en 1949.
- Claire Bretécher y est venue une première fois à 14 ans (en 1955), elle a fini par s'y acheter une maison en 1998[3]
- Johnny Depp et Vanessa Paradis ont séjourné à Belle-Île-en-Mer en août 2010.
- Jean-Luc Delarue séjournait régulièrement du côté de Sauzon dans sa maison du hameau de Deuborh.
- Robert Laffont, éditeur, y a loué une maison d’été pendant une dizaine d’années.
- Claude Roy, écrivain et poète, a séjourné souvent à Belle-Île et y a écrit de nombreux poèmes.
- Françoise Verny, éditrice, a séjourné plusieurs étés à Goulphar.
- Pierre Jamet, chanteur et photographe, a séjourné à Grand Village de 1929 à 2000. Ses photos ont fait l'objet d'un livre Belle-Île en mer, 1930-1960.
- Michel Caron (1929-2001), ténor et comédien, a séjourné à Belle-Île de sa naissance à son départ en 2001. Il possédait un terrain au Petit-Cosquet « Le Bois Caron »
- Mélanie Laurent, actrice française.
- Alexandre Zambeaux, comédien français, un habitué de Belle-Île.
- Arnaud de Wildenberg, photographe français, s'y installe en 2000 avec sa famille[4].

## Musiciens
- Arthur Honegger à partir de 1918 avec Edgard Varèse.
- Florent Schmitt y est venu.
- Albert Roussel y a uni la composition musicale à son amour pour la mer et y composa sa célèbre Sonatine en 1912.
- Philippe Boesmans y a initié la composition de son opéra Reigen en 1990 et y a composé une scène de son opéra Au monde en 2013[5].
- Richard Cowan y crée en 1998 le festival Lyrique-en-Mer, suivi par le Festival lyrique international de Belle-Isle-en-Mer en 2014.

## Universitaires
- Jean-Pierre Vernant y avait une maison où il a passé tous ses étés jusqu’à la fin de sa longue vie.
- Hubert Damisch y a aussi une maison où il trouve l’inspiration entre deux voyages.

## Politiques
- Armand de Belzunce de Belle-Île-en-Mer
- Jean-Pierre Chevènement vient régulièrement passer ses vacances à Belle-Île.
- Georges Kiejman y a fait construire une maison.
- Bernard Kouchner, Haut représentant de l'ONU au Kosovo.
- François Mitterrand est venu plusieurs fois à Belle-Île, d'abord en 1977 en avion avec Jean Poperen, puis à nouveau en 1991, 1992, 1993 et 1994[6]. Il aimait se promener sur la côte sauvage. Lors de son dernier séjour en 1995[7], il disait: « Tout ici m’a séduit : l’air, les couleurs, le ciel, il y a ici quelque chose d’inimitable, une sorte d’équilibre de forces… J’ai parcouru le monde mais ici, que c’est beau, que c’est beau !!! ». « Il ne cherchait pas du tout le contact avec les habitants qui lui fichaient une paix royale. D'ailleurs, le service de sécurité était vraiment allégé. Je pense que c'est aussi une des raisons pour lesquelles il venait ici », commente une des habitantes qui se souvient bien des promenades présidentielles sur les quais de Palais[8]. Valéry Giscard d'Estaing et François Hollande sont aussi venus à Belle-Île.
- Jean-Paul Proust (1940-2010), préfet de police de Paris, ministre de Monaco.
- Josselin de Rohan, député du Morbihan, y possède une maison.
- Louis Jules Trochu, né au Palais  et président du gouvernement de la Défense nationale en 1870.

## Hommes d'affaires
- Louis Gallois, ancien patron de Safran Aircraft Engines, d’Aérospatiale, de la SNCF et d’Airbus.

## Prisonniers ou résidents politiques
- Plusieurs inculpés dans l'Affaire des poisons au XVIIe siècle.
- Prisonniers de guerre allemands pendant la guerre de 1914-1918.
- Armand Barbès, communard, prisonnier.
- Louis Auguste Blanqui, communard, a été enfermé au château Fouquet d'où il s'est échappé.
- Jean-Baptiste Belley (1746-1805), député noir de Saint-Domingue à la Convention, a été enfermé à la citadelle du Palais où il est mort.
- Gabriel Charavay, républicain, prisonnier.
- Louis Combes (homme politique), républicain, prisonnier.
- Eugène Fombertaux, républicain, prisonnier.
- Jean-Marie Ernest Preveraud (1828-1907), opposant au coup d'État de 1851, prisonnier[9]
- Charles Ferdinand Gambon (1820-1887), en 1848, communard, prisonnier.
- Julien Louis Maigne (1816 - 1893), député de la Haute-Loire, prisonnier[10]
- Messali Hadj, résident protégé.
- Louis Marie Turreau (1756-1816), général républicain, séjour, commandant les colonnes infernales.